# Беатріче Лоренцін
Беатріче Лоренцін (італ. Beatrice Lorenzin; нар. 14 жовтня 1971, Рим) — італійська політична діячка.

## Життєпис
Не має вищої освіти. З середини 90-х років Лоренцін була активісткою молодіжної організації партії «Вперед, Італія», у 1999 році стала регіональною координаторкою організації у Лаціо. У 2001 році була обрана до ради Рима, з 2004 по 2006 рік очолювала технічний секретаріат молодшого статс-секретаря апарату Ради міністрів Паоло Бонаюті, з 2006 по 2008 рік була національною координаторкою молодіжної організації «Вперед, Італія — Молодь за свободу» (Forza Italia — Giovani per la Libertà).
У 2008 році була обрана до Палати депутатів. 27 квітня 2013 Лоренцін увійшла до уряду Енріко Летта як міністерка охорони здоров'я, у тому ж році перейшла до Нового правого центру. 21 лютого 2014 призначена міністеркою охорони здоров'я в уряді Маттео Ренці.